# ファースト・リパブリック・バンク
ファースト・リパブリック・バンクは、かつて存在した、アメリカのカリフォルニア州サンフランシスコに本社を置く、商業銀行及び信託会社である。
高純資産の個人に対応した資産管理サービスを提供しており、最盛期にはニューヨーク州、カリフォルニア州、マサチューセッツ州、フロリダ州などの11州で94のオフィスを運営していた。
2023年5月1日、一連の銀行危機の中で経営破綻し、JPモルガン・チェースに売却された。

## 概要
プライベート・バンキング、プライベート・ビジネス・バンキング、ウェルス・マネジメント等のサービスを提供していた（投資や信託、証券取引サービスなども含む）。
総資産は、経営破綻前の4月13日時点で2291億ドル、日本円でおよそ31兆円で、2023年3月に経営破綻したシリコンバレーバンクを上回り、2008年に破綻したリーマン・ブラザーズに次ぐ、史上2番目の規模の銀行破綻となった。

## 歴史

### 設立と最初のIPO
San Francisco Bancorpの創設者兼CEOであった、銀行家のジム・ハーバートが、アトランティック・ファイナンシャルへの売却を済ませたのち、1985年2月にファースト・リパブリックを設立した。2ヶ月後の7月1日にカリフォルニア州公認のILC(Industrial Loan Company)として事業を開始。1986年8月にNASDAQでの新規株式公開(IPO)を通じて公開会社となり、1株10ドルで株式を売却。1993年には、ネバダ州の貯蓄貸付組合であるSilver State Thriftを買収した。
1996年、その提供を拡大するために銀行への移行を模索し、ネバダ州議会に貯蓄銀行から銀行に転換することを許可するよう働きかけた。この法律は、ファースト・リパブリック・バンクがより大きなCalifornia-chartered thriftと、ネバダチャーターシルバーステートスリフト子会社への逆さ合併を完了した直後の1997年7月に可決された。法律の成立により、銀行へと転換した。

### 買収
銀行転換後には買収を立て続けに行い、1998年にはTrainer Worthman&Co.、2001年12月にStarbuckとTisdale & Associatesを現金と株式で1300万ドルで買収した。2000年1月、First RepublicはFroley、Revy Investment Company Inc.の18%の持分を取得し、2002年には投資会社を現金と株式で1700万ドルで買収した。
2004年、Janus Capital GroupからBay Isle FinancialのPrivate Client Asset Management部門を買収し、2006年には、Bank of Walnut Creekを買収した。

### 買収、売却、2回目のIPO
2007年9月、メリルリンチに18億ドルの現金と株式で買収される。
2010年7月、その買収元のメリルリンチを買収したバンク・オブ・アメリカは、傘下のファースト・リパブリック・バンクをコロニー・キャピタル、ゼネラル・アトランティック、ジェームズ・ハーバート会長、元COOのキャサリン・オーガスト・デワイルドを含む個人投資家のグループに約10億ドルで売却した。コロニーの責任者であるトーマス・J・バラック・ジュニアは、メリルリンチの取引の前に取締役を務めており、ゼネラルアトランティックは1987年に約500万ドルを上げた会社の初期の投資家だった。米国の規制当局の新しい資本要件を満たすために、投資コンソーシアムからさらに8億ドルが提供された。
同じ年の12月に、新規株式公開(IPO)を通じて再び公開会社となり、2億8,050万ドルを調達した。

### さらなる買収
2012年11月、55億ドルの資産を持つウェルス・マネジメント会社であるルミナス・キャピタルを1億2500万ドルで買収。
2015年、コンステレーション・ウェルス・パートナーズを1億1500万ドルで買収。
2016年12月、プライスウォーターハウスクーパース、ナティクシスグローバルアセットマネジメント、ペンギンランダムハウスを顧客として数えた、学生ローンの債務を返済するために企業と協力する、設立2年目のスタートアップであるGradifi, Inc.を買収。
2018年3月、学生ローンの金融業者であるCommonBondに投資した。
同年5月、ニューヨーク市のロックフェラー・センターに、より多くのオフィススペースをリースする。
2019年、ルミナス買収の一部であった、170億ドルの資産を運用していた50人のクライアントアドバイザーが退社した。

### 経営危機から破綻へ
2023年3月8日に西部カリフォルニア州に拠点を置く、シリコンバレーバンクの巨額の損失が明らかになり、そのわずか2日後には経営が破綻した。SNSやインターネットを通じた金融サービスが普及したデジタル時代の預金の取り付けを意味する「デジタル・バンク・ラン」とも呼ばれ、預金の流出が速かったため、ほかの銀行の経営にも懸念が広がった。
さらに2日後の3月12日には、ニューヨークに拠点を置く、シグネチャーバンクが経営破綻。
当時の過去2番目・3番目の規模の銀行の経営破綻が相次ぐなか、去年末時点のこの銀行の預金残高のうち、保護されない預金の割合が推定で、およそ67％と大きかったことなどから、顧客が預金を引き出す動きが強まり、株価が急落して経営への懸念が高まり始めた。
このため、3月16日には金融大手JPモルガン・チェースなど11の大手金融機関から、経営への異例の支援策として合わせて300億ドル、日本円でおよそ4兆円の預金を受け取った。連鎖破綻を防ぐための方策だったが、この支援によって一旦は経営不安は和らぐことになる。
しかし、4月24日に発表した、ことし1月から3月までの3か月間の決算で、3月末時点の預金残高が、去年の年末時点と比べて719億ドル、日本円でおよそ9兆6000億円減少したことが明らかになると、再び、経営への懸念が高まる。株価は翌日の25日から急落し、25日は49％、26日も29％下落し、27日は一旦値上がりしたものの、翌28日には、再び43％の急落となった。2022年の12月30日に121ドル余りだった銀行の株価は、4月28日には3ドル余りとなり、30分の1以下にまで転落した。
2023年5月1日、米カリフォルニア州金融当局は１日、ファースト・リパブリック・バンクを公的管理下に置き、資産をJPモルガン・チェースに売却すると発表した。アメリカの銀行の破綻は、過去約２カ月で３行目となる。
今回、FDICとJPモルガン・チェースは、本行から引き継ぐ住宅ローンや商業用ローンで損失が発生した場合に、負担を分かち合う契約を結んだ。いったんFDICの管理下に置く破綻処理を経ることで、買い手がつきやすくした。アメリカ財務省は1日、「（FRCが）すべての預金者を保護する方法で破綻処理されたことを歓迎する」との報道官コメントを公表した。預金保険の基金への影響は最小限に抑えられたと説明した。そのうえで「銀行システムは依然として健全で強靱であり、米国人は預金の安全性と企業・家計への信用供与という銀行の本質的な機能について自信を持つべきだ」と強調した。
経営破綻したファースト・リパブリック・バンクを買収する大手銀行、JPモルガン・チェースのジェイミー・ダイモンCEOは「政府が私たちに協力を要請し、私たちはそれを実行した。私たちの財務の強さや能力、ビジネスモデルによって、預金保険基金のコストを最小化するやり方で、入札することができた」とするコメントを発表した。

## 財務(ドル)
| 年                      | 2009     | 2010     | 2011     | 2012    | 2013    | 2014    | 2015    | 2016    | 2017    | 2018    | 2019    | 2020     | 2021     | 2022     |
| ----------------------- | -------- | -------- | -------- | ------- | ------- | ------- | ------- | ------- | ------- | ------- | ------- | -------- | -------- | -------- |
| 総収益(数十億)          | 1.072    | 1.002    | 1.183    | 1.341   | 1.468   | 1.649   | 1.841   | 2.2     | 2.6     | 3.0     | 3.3     | 3.9      | 5.0      | 6.8      |
| 純利益(百万単位)        | 346      | 271      | 354      | 401     | 462     | 487     | 522     | 673     | 758     | 854     | 930     | 1,064    | 1,478    | 1,665    |
| 資産(数十億単位)        | 19.94    | 22.38    | 27.79    | 34.38   | 42.11   | 48.35   | 58.98   | 73.3    | 87.8    | 99.2    | 116.3   | 142.5    | 181.1    | 212.6    |
| 時価総額(数十億)        | 該当なし | 3.75     | 3.95     | 4.30    | 6.95    | 7.2     | 9.65    | 13.80   | 13.91   | 14.32   | 19.80   | 25.30    | 37.02    | 22.29    |
| 平均株価                | 該当なし | 26.0421  | 26.5584  | 29.9428 | 39.3133 | 47.7605 | 57.9133 | 69.2193 | 92.4429 | 92.6591 | 98.5723 | 111.1200 | 187.4291 | 149.0652 |
| 普通株式1株当たりの配当 | 該当なし | 該当なし | 該当なし | 0.30    | 0.36    | 0.54    | 0.59    | 0.63    | 0.67    | 0.71    | 0.75    | 0.79     | 0.86     | 1.03     |

注：普通株式1株当たりの総収入、純利益、資産、配当金の財務データは、2009年から2022年までの同社の年次報告書、決算発表、およびSECフォーム10-Kから参照。 総収入:  純利益:  資産:  時価総額:  平均株価:  普通株式1株当たり配当: